# Jochen Reiter
Jochen Reiter (* 25. März 1941 in Innsbruck) ist ein früherer österreichischer Skeletonsportler.
Jochen Reiter gehörte in der zweiten Hälfte der 1980er Jahre zu den besten österreichischen Skeletonpiloten. Er gehörte 1975 zu den Gründungsmitgliedern des BSC Stubai. Später gehörte er zu den ersten Teilnehmern des neu geschaffenen Skeleton-Weltcups. Als Gaststarter wurde er bei den Deutschen Meisterschaften 1989 in Königssee hinter Manfred Markl Zweiter. Reiter blieb bis in die erste Hälfte der 2000er Jahre aktiv. 1998 gewann er die Seniorenklasse bei den Tiroler Meisterschaften. 2002 wurde er bei den Tiroler Meisterschaften Sechster, 2004 bei den Österreichischen Meisterschaften Elfter. Er blieb auch nach seiner aktiven Karriere dem Sport treu und wirkt in offiziellen Funktionen für den österreichischen- und den Weltverband. Als Vizepräsident des ÖBSV ist er für den Skeletonsport zuständig.